# Западно-Сибирская крестьянская Красная армия
Западно-Сибирская крестьянская Красная Армия — объединённое формирование красных партизан, которое вело вооружённую борьбу против войск белого Российского правительства в 1919 г. в степной зоне Алтая и прилегающих районах.
К концу 1919 года в армию входило 25 полков общей численностью около 50 тысяч человек. Армия имела на вооружении более 10 тысяч винтовок, 70 пулемётов, 11 орудий, 2 броневика, бронепоезд.
Летом 1919 г. в степном Алтае действовали разрозненные красные партизанские группы. Начало их консолидации было положено 28 августа 1919 г., когда зиминские повстанцы объединились с отрядом Е. М. Мамонтова. Главнокомандующим был избран Мамонтов, его помощником — Р. П. Захаров, начальником Главного штаба Ф. И. Архипов, его замом — И. Ф. Чеканов. В начале сентября в Солоновку прибыл руководитель партизан Каменского уезда И. В. Громов с предложением объединить силы на платформе борьбы за Советскую власть. Архипов и большинство членов его штаба согласились. Мамонтов же, под влиянием комиссара армии Романова (Богатырёва), ответил уклончиво. Но договорённость была достигнута.
7 октября 1919 г., когда в Кулундинскую степь со всех сторон двинулись каратели (Колчак, стремясь подавить партизанское движение, объявил временным районом военных действий 18 уездов Западной Сибири, в том числе весь Алтай), в с. Утичьем собрались руководители Облакома, Мамонтов и Громов со своими начальниками штабов. Там было принято решение о соединении сил. Из партизан, подчинённых Мамонтову, сформировали 5 полков:
- 1-й Алейский

- 2-й Славгородский

- 3-й Бутырский

- 4-й Семипалатинский

- 5-й Степной

Из отрядов Громова и Кузнецова:
- 6-й Кулундинский

Из отрядов Колядо:
- 7-й полк «Красных орлов»

Из отрядов А. И. Львова-Иванова:
- 8-й Бурлинский

Полки были сведены в две дивизии, обе дивизии — в корпус, который, чтобы сбить с толку колчаковскую разведку, назвали 3-м.
Вопрос о главнокомандующем партизанских войск был решён оригинальным образом. Громов лучше Мамонтова разбирался в политических вопросах, мало уступал ему и в военных вопросах, был твёрже в характере. С другой стороны, Мамонтов пользовался популярностью у партизан, основанной на личном обаянии и беспримерной храбрости. П. К. Голиков предложил назначить Громова командиром корпуса, а Мамонтова — главнокомандующим армией, состоящей из того же корпуса. Комиссаром армии, по настоянию главкома, выбрали Романова (Богатырёва). Начальником штаба корпуса стал Я. П. Жигалин. При главкоме решили отдельного штаба не создавать.
После победы в Солоновском бою, когда инициатива находилась в руках партизан, а их войско находилось в постоянном движении, Облаком начал реорганизацию армии. Корпус был разделён на 2, в каждом — по 2 дивизии в составе 3-4 полков. Командиром 2-го, вновь сформированного корпуса назначили Громова, 3-го — М. В. Козыря, бывшего поручика. Мамонтов остался главнокомандующим армией, Жигалин — начальником штаба, Чеканов — интендантом армии. В середине декабря 1919 г., после взятия Барнаула, по приказу командира 26-й стрелковой дивизии 5-й Красной армии корпус Громова был расформирован, партизаны до 35 лет, годные к военной службе, призваны в регулярную Красную Армию, остальные отпущены по домам. 
Корпус Михаила Владимировича Козыря (Козырева) расформирован в начале 1920 г.